# Emil Tietze
Emil Ernst August Tietze (Breslavia, 15 giugno 1845 – Vienna, 4 marzo 1931) è stato un geologo austriaco.

## Biografia
Ha ricevuto la sua formazione presso le università di Breslavia e Tubinga. In seguito, si è unito al Geological Survey of Austria (1870), un'agenzia dal quale è stato associato fino al suo pensionamento, nel 1918. Nel 1902 è diventato direttore.
È noto, principalmente, per le sue indagini geologiche dell'Europa orientale (Carpazi, Galizia, Bosnia ed Erzegovina e Montenegro), ha anche condotto importanti ricerche che coinvolgono la stratigrafia e la tettonica delle montagne Elburz, Persia. Tietze era interessato ai processi di erosione della terra, in particolare il carsismo.
La moglie di Tietze, Rosa von Hauer, era la figlia di un altro geologo austriaco notevole, Franz Ritter von Hauer. Il loro figlio, Heinrich Franz Friedrich Tietze, è diventato un matematico.

## Opere principali
- Ueber die devonischen Schichten von Ebersdorf unweit Neurode in der grafschaft Glatz, 1870.
- Beiträge zur geologie persiens: Gesammelte schriften, 1877.
- Geologische Übersichtskarte von Bosnien-Hercegovina, 1880.
- Grundlinien der Geologie von Bosnien-Hercegovina, 1880.
- Beiträge zur Geologie von Galizien, 1883.
- Geologische Uebersicht on Montenegro, 1884.
- Eine Reise nach dem Ural, 1898.
- Franz v. Hauer: sein Lebensgang und seine wissenschaftliche Thätigkeit ; ein Beitrag zur Geschichte der österreichischen Geologie, 1900.[2][3]